# Bijela jesetra
Bijela jesetra (lat. Acipenser transmontanus), vrsta jesetre. Živi u slanim, bočatim i slatkim vodama.

## Rasprostranjenost
Rasprostranjena je u istočnom Pacifiku od Aljaskog zaljeva do zaljeva Monterrey u Kaliforniji, nekim rijekama na zapadu SAD-a, i možda u jezeru Shasta.

## Opis vrste
Naraste maksimalno 610 cm. Najteži poznati izmjereni primjerak imao je 816 kg. Može živjeti preko 100 godina.

## Ugroženost i zaštita
Kritično ugrožena vrsta.